# Jie-Keramik
Jie-Keramik var ett svenskt keramikföretag som grundades 1942 och gick i konkurs 1992. 

## Den första tiden
Företaget grundades 1942, av John Ewert Johnson under namnet AB Jie Johnsons Keramiska Fabrik och tillverkade mindre träsaker, brickor, underlägg och liknade och kompletterade dem med glas. 1944 flyttades produktionen till Gantofta, strax utanför Helsingborg. Tillverkning av  keramik kom i gång först 1952. Tidigare hade han köpt rågods av andra mindre krukmakare, men även från Andersson & Johansson i Höganäs. Jie tillverkade bara lergods då, senare tillkom även stengods i produktionen, men aldrig porslin. 
Då handdekorering så småningom blev  för dyrt började man även använda silkscreen-tryck för dekorering. Alla Anita Nylunds produkter var dekorerade med den metoden, och föremålen var gjorda av Jie själv. De handdekorerade försvann men det kom andra som skapade mönster för silkscreen-tryck. Det var inte längre fajans, utan vanligt glaserat lergods.
Tillverkning på 1950-talet skedde mestadels genom gjutning, men man hade även en halvautomatisk tallriksmaskin som drejade tallrikar. För krukor hade man en indrejningsmaskin. Man drejade även mycket för hand till exempel teserviser och dylikt. 1964 skaffade man den första hydraulpressen för att lättare kunna producera enkelt hushållsgods.

## Prydnadsgods från mitten av 1960-talet
Produktionen från hushållsgods gick över till prydnadsgods och den första formgivaren för sådant var Elsi Bourelius. Hon gjorde sina modeller själv utan Jies inblandning. Det var figurala ting, men Elsi gjorde även en del vaser och  krukor. Den mest kända av hennes produkter är "Skånetösen", vilken tillverkades ända fram till Jies konkurs. De flesta av Elsis figurer var av legods, men hon hade även några smala eleganta damer i stengods.
År 1967 kom Aimo Nietosvuori till företaget. Hans första produkter var ljuslyktor. Den första hängde med i produktion under 10 års tid. Men sedan kom Aimo med några väggreliefer; det var något nytt och annorlunda och mottogs relativt bra. Han gjorde även en teservis och olika fruktfat. I sin egen ateljé i Västerås, Lertuppen, tillverkade han även produkter för Jie. Så började det långa samarbetet som varade ända fram till Jies konkurs.
Jie knöt till sig flera formgivare, vissa lyckades bra, vissa fick fram bara någon enstaka modell. Men under Jies keramiska era var det 51 olika formgivare som bidrog med modeller.
I början av 1970-talet kom Annika Kihlman med sina modeller till företaget. Det var mestadels blomstertavlor, men även en del icke naturalistiska figurer.
Eric Engqvist tillförde stengodsfåglar, men även några väggreliefer. Maria Ericson bidrog med sina hundfigurer, men hon kom även med en serie  utrotningshotade djur, för WWF. Ungefär samtidigt kom Edith Risberg till firman. I början var det några blomkrukor, vaser och amplar, men sedan gjorde hon figurala ting. Båda var väldigt flitiga, Maria gjorde något över 200 modeller för Jie och Edith ca 160.
Aimo Nietosvuori flyttade till Gantoftas 1976 och Jie köpte upp hans lilla firma i Västerås. Han blev nu fast anställd formgivare men han hade ju producerat modeller till Jie sedan 1967. Hans produktion var vid denna tid huvudsakligen väggreliefer, då oftast med blomstermotiv. Men han gjorde även mycket annat. Under åren fram till konkursen hann han producera cirka 1300 olika modeller.
Bengt Nilsson kom till Jie 1980. Han gjorde en del burleska figurer med mycket humor i. Han gjorde även en hel del reliefer, ofta med underfundig text. Nilsson blev också fast anställd formgivare, men han skötte även Jies reklam, han var utbildad för sådant. Han dog hastigt 1985.
Staffan Johnson, son till Jie, kom också tillbaka till firman. Han hade ritat mönster för Jie i sina unga år och blev fast anställd. Han var även delägare i bolaget. Han var ornitolog så det blev många fågeltavlor. Han kunde även andra djur och var flitigt med i produktion, och hann göra cirka 200 nya modeller till Jie.
Ewa Jarenskog var den sista formgivaren som hängde med till konkursen.

## Slutet
Firman köptes upp av andra intressenter. Man bytte namn till Jie-keramik AB. All tillverkning flyttades till främst Portugal, men även till andra länder som Italien, Tjeckien, Polen och Kina. 